# Veliny

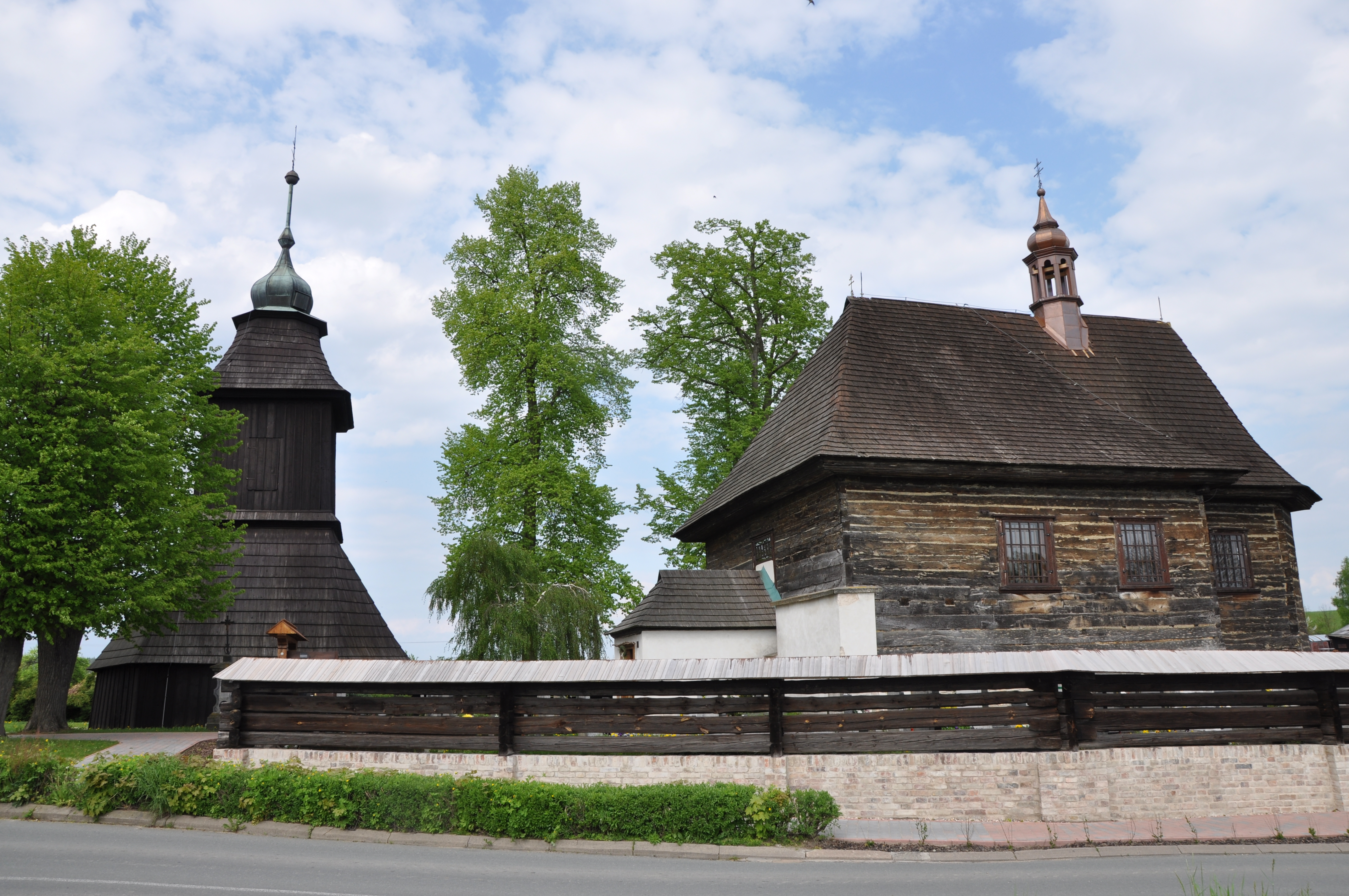
Kirche St. Nikolaus und Glockenturm

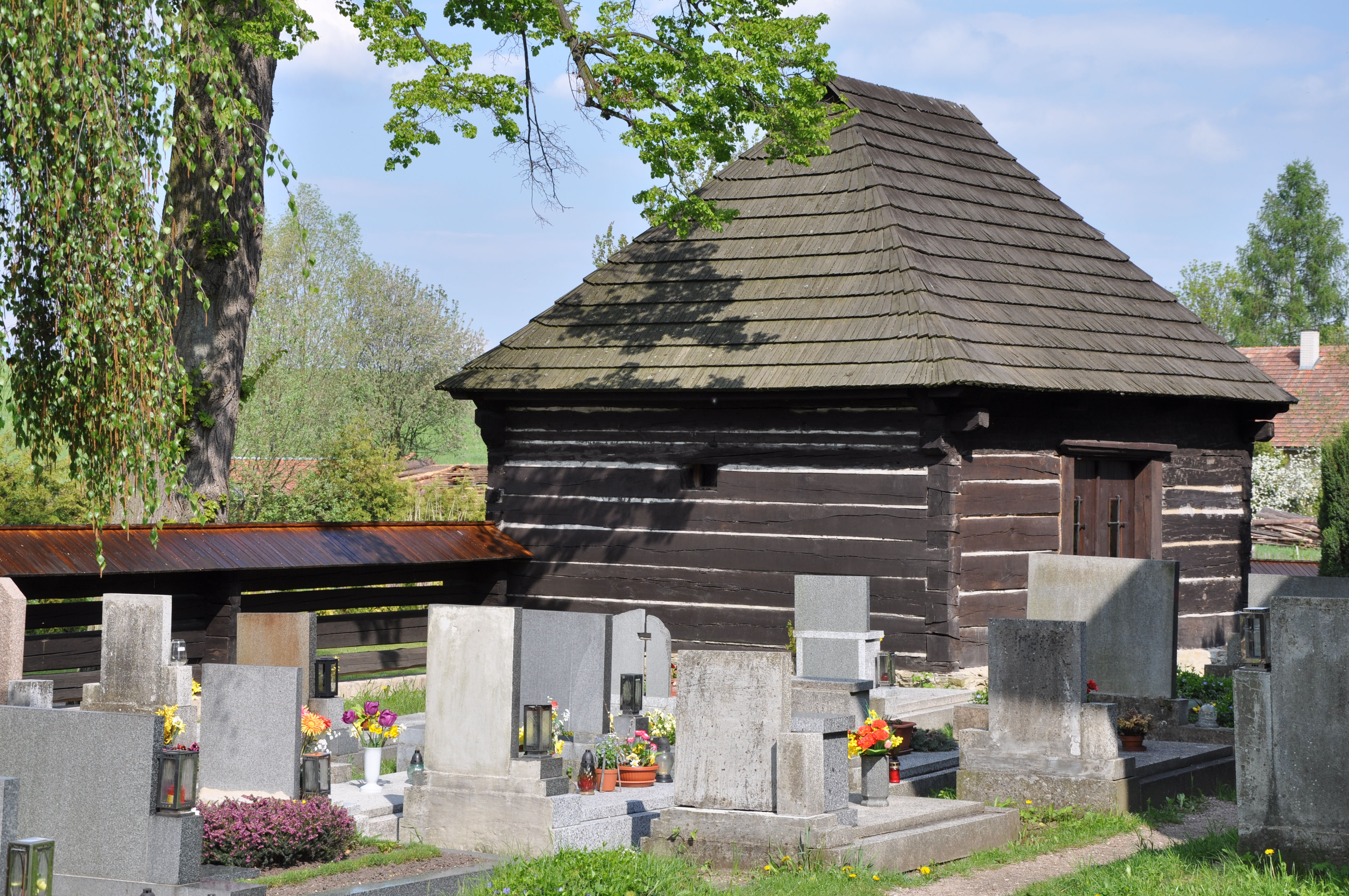
Friedhof und Leichenhaus

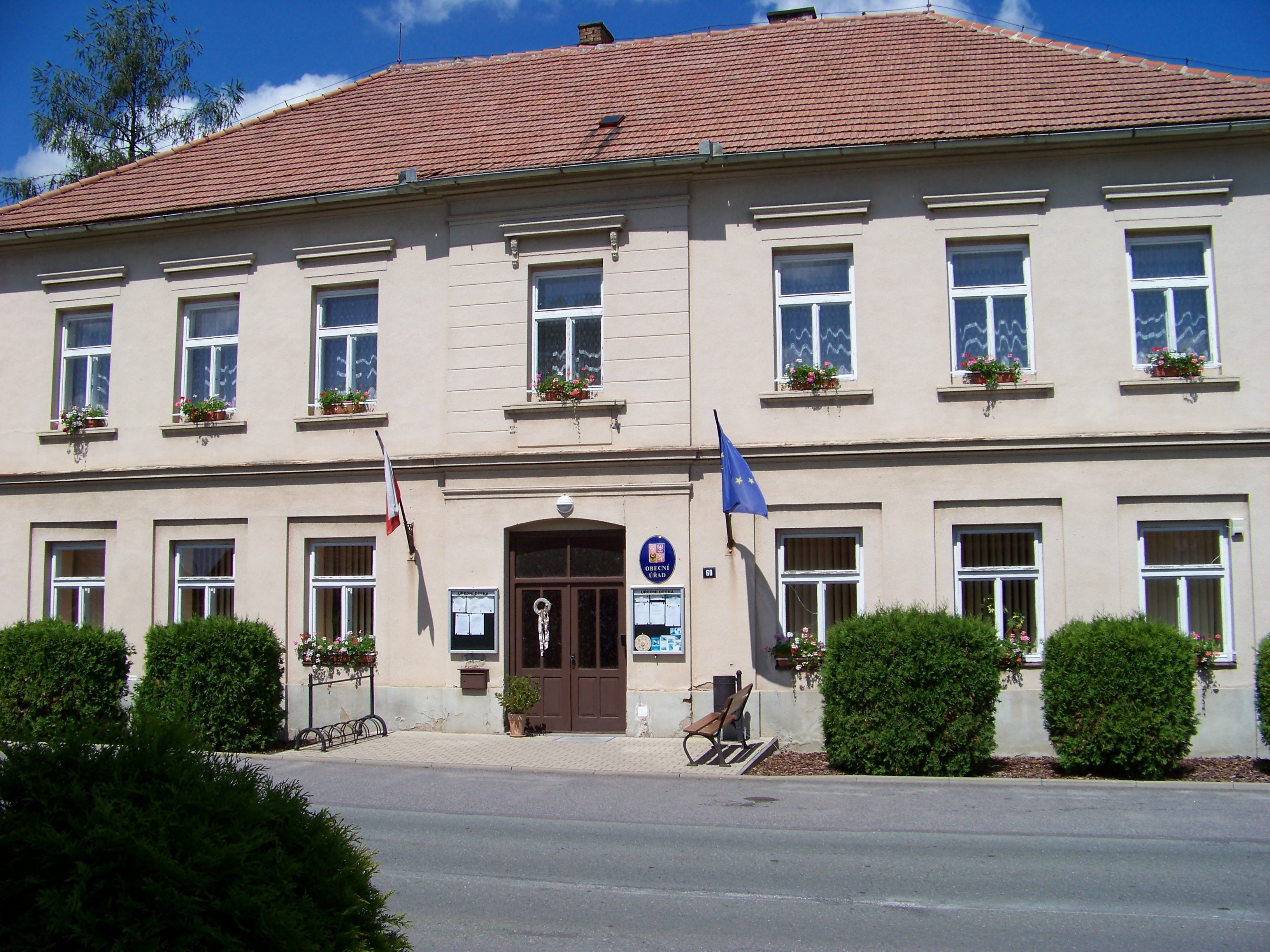
Gemeindeamt

Veliny (deutsch Welin) ist eine Gemeinde in Tschechien. Sie liegt fünf Kilometer östlich von Holice und gehört zum Okres Pardubice.

## Geographie
Das von ausgedehnten Wäldern umgebene Dorf Veliny erstreckt sich im Nordwesten der Choceňská tabule (Chotzener Tafel) auf einer Länge von zwei Kilometern an einem linken Zufluss zum Velinský potok. Durch den Ort führt die Staatsstraße I/36 zwischen Holice und Borohrádek. Nördlich des Dorfes verläuft die Bahnstrecke Heřmanův Městec–Borohrádek. Im Norden erheben sich der U Hrušky (305 m n.m.) und der Kozlinec (289 m n.m.), südlich der Na Šutrovně (331 m n.m.), im Südwesten der Na Hradcích (335 m n.m.) und westlich die Velinská stráň (327 m n.m.). Gegen Nordosten liegt der Teich Pilský rybník.
Nachbarorte sind Sedadla, Nová Ves, Horní Žďár und Žďár nad Orlicí im Norden, Mlýnek, Borohrádek, Šachov und Na Králce im Nordosten, Malá Čermná, Korunka und Nová Ves im Osten, U Borku, Rousínov, Dolní Jelení und Horní Jelení im Südosten, Ostřetín im Süden, Javůrka und Roveňsko im Südwesten, Staré Holice im Westen sowie Kamenec und Koudelka im Nordwesten.

## Geschichte
Der Ort wurde zwischen der zweiten Hälfte des 13. Jahrhunderts und der Mitte des 14. Jahrhunderts während der ersten deutschen Binnenkolonisation im Königreichwald, der das Gebiet zwischen der Stillen Adler und der Loučná bedeckte, als Waldhufendorf angelegt. Bei der Verpfändung der königlichen Herrschaft Chvojnov an die Brüder von Leipa im Jahre 1336 wurde Veliny nicht aufgeführt; es wird vermutet, dass das Dorf zu dieser Zeit einen anderen Besitzer hatte.
Die erste schriftliche Erwähnung einer zur Pfarrei Ostřetín gehörigen, aber nicht näher bezeichneten Filialkirche findet sich 1350 im Vatikanischen Geheimarchiv. Erstmals namentlich genannt wurde das Dorf Welina 1365 in den Konfirmationsbüchern anlässlich der Versetzung des Pfarrers Petr nach Javornice und im Jahr darauf im Zuge des Einsetzung des neuen Pfarrers Víšek. Da die umliegenden Waldhufendörfer sämtlich nach ihren Lokatoren benannt wurden, entstand die Legende von der Gründung des Dorfes durch ein Rittergeschlecht Velinger, dessen Sitz die Burg Velký Hradec gewesen sein soll. Die Besitzer von Veliny sind bis zum Ende des 15. Jahrhunderts weitgehend unbekannt, da die älteren Landtafeln 1541 beim Brand der Prager Burg vernichtet wurden. Während dieser Zeit erwarben die Herren Dašický von Barchov das Dorf und schlugen es ihrem Gut Dašice zu. Nach alten Überlieferungen soll Veliny früher aus drei aneinandergereihten Ortschaften – Benátky, Veliny und Vlčkovice – bestanden haben, wobei es sich bei Benátky und Vlčkovice wahrscheinlich um Einschichten gehandelt hat. Die obere Ansiedlung – Benátky - findet nach 1500 keine Erwähnung mehr.
Im Jahre 1507 verkaufte Čeněk Dašický von Barchov die Feste Dašice mit den Dörfern Dašice, Kostěnice, Platěnice, Ostřetín, Hedčany und Veliny für 8000 Schock Böhmische Groschen an Wilhelm von Pernstein, der sie mit seiner Herrschaft Pardubitz vereinigte. Wilhelm von Pernstein vererbte seine böhmischen Güter 1521 seinem jüngeren Sohn Vojtěch, nach dessen Tod fielen sie 1534 seinem Bruder Johann zu. Unter den Herren von Pernstein wurden wahrscheinlich die Teiche bei Veliny angelegt. Johann von Pernstein hinterließ 1548 seinem Sohn Jaroslav hohe Schulden. Jaroslav von Pernstein war schließlich so überschuldet, dass er in einer Schuldverschreibung die Dörfer Veliny und Ostřetín seinem Gläubiger Žatecký von Weikersdorf überließ. Am 21. März 1560 veräußerte er die gesamte Herrschaft Pardubitz an König Ferdinand I. Die Ansiedlung Vlčkovice erlosch nach 1636 während des Dreißigjährigen Krieges; sie wurde 1726 als Teil von Veliny neu aufgebaut. 1787 gab es Veliny 46 Anwesen. Eine Schule wurde 1811 eröffnet.
Im Jahre 1835 bestand das im Chrudimer Kreis gelegene Dorf Welin bzw. Weliny aus 72 Häusern, in denen 536 Personen, darunter 21 protestantische Familien, lebten. Unter dem Patronat der Gemeinde standen die Filialkirche zum hl. Nikolaus und die Schule. Abseits lagen eine zweigängige Getreidemühle und eine Brettmühle. Katholischer Pfarrort war Wostřetin. Bis zur Mitte des 19. Jahrhunderts blieb Welin der k.k. Kameralherrschaft Pardubitz untertänig.
Nach der Aufhebung der Patrimonialherrschaften bildete Velín ab 1849 eine Gemeinde im Gerichtsbezirk Holitz. Zwischen der Schule und dem Haus Nr. 27 wurde 1859 auf einer Länge von 1200 Metern eine Lindenallee angepflanzt.
Ab 1868 gehörte die Gemeinde zum politischen Bezirk Pardubitz. 1869 hatte Velín 683 Einwohner und bestand aus 101 Häusern. Zum Ende des 19. Jahrhunderts wurde der Gemeindename in Veliny abgeändert. Die Freiwillige Feuerwehr wurde 1888 gegründet. Im Jahre 1900 lebten in dem Dorf 616 Menschen, 1910 waren es 667. 1930 hatte Veliny 680 Einwohner. Im Jahre 1931 wurde das Dorf elektrifiziert. Zum Ende des Zweiten Weltkrieges griffen während des Holitzer Aufstandes in der Nacht vom 4. zum 5. Mai 1945 Partisanen unterhalb der Velinská stráň einen deutschen Militärkonvoi mit zwei Lastkraftwagen an, wobei elf Soldaten getötet wurden. Am 11. Mai 1945 besetzte die Rote Armee das Dorf. Im Jahre 1949 wurde Veliny dem Okres Holice zugeordnet. Die Lindenallee wurde als charakteristisches Merkmal des Ortes in der zweiten Hälfte des 20. Jahrhunderts unter Denkmalschutz gestellt; infolge der Verlegung und Verrohrung des Dorfbaches, aus dem die Bäume ihr Wasser zogen, verdorrten die Bäume sukzessive. Seit 1960 gehört die Gemeinde wieder zum Okres Pardubice. 1986 wurden zwei Drittel der Lindenallee wegen der von den trockenen Ästen ausgehenden Gefahren für den Straßenverkehr gefällt; nach dem es zu Beginn der 1990er Jahre zu Sturmschäden an Häusern durch abbrechende Äste gekommen war, wurde die Allee im Winter 1993/94 beseitigt. Beim Zensus von 2001 lebten in den 174 Häusern von Veliny 372 Personen.

## Gemeindegliederung
Für die Gemeinde Veliny sind keine Ortsteile ausgewiesen. Zu Veliny gehört die Einschicht Mlýnek.

## Sehenswürdigkeiten
- Neobarockes Ensemble der Kirche St. Nikolaus mit freistehendem Glockenturm und Leichenhaus aus der Mitte des 18. Jahrhunderts. Die hölzerne Kirche mit Schindeldach wurde 1752 errichtet, das Leichenhaus stammt aus dem Jahre 1750. Erhalten ist auch der Josephinische Gemeindesarg aus den 1780er Jahren, der aus Sicherheitsgründen zum Ende des 20. Jahrhunderts aus dem Leichenhaus in die Sakristei umgeräumt wurde.
- Denkmal für die Gefallenen des Ersten Weltkrieges, enthüllt am 13. August 1933
- Hügel Na Hradcích mit Ringwallanlage, er gilt als einer der möglichen Standorte der erloschenen Burg Hostin Hradec, auf der 1140 der Přemyslidenherzog Soběslav I. verstarb. Örtlichen Legenden nach, stand auf dem Hügel die Burg Velký Hradec, die Sitz der Ritter Velinger und Lokatoren von Veliny gewesen sein soll.
- Ritter-Velinger-Lehrpfad (naučná stezka rytíře Velingera)